# Vojtěch Pecina

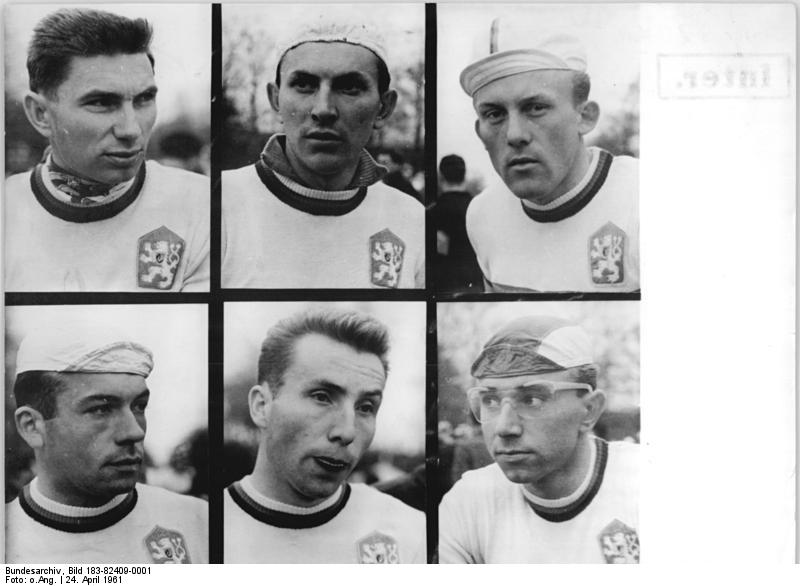
Obere Reihe vlnr: Rudolf Revay, Frantisek Jursa, Vojtěch Pecina; untere Reihe vlnr:Ladislav Heller, Jan Malten und Zdeněk Hasman

Vojtěch Pecina (* 1. Mai 1936) ist ein ehemaliger tschechoslowakischer Radrennfahrer und nationaler Meister im Radsport.

## Sportliche Laufbahn
Pecina war im Straßenradsport aktiv. 1958 gewann er die ČSSR-Rundfahrt. 1961 siegte er mit Jaroslav Bugner, František Jursa und Jiří Pesek in der nationalen Meisterschaft im Mannschaftszeitfahren. 1962 verteidigte er mit seinem Team den Titel. In der Internationalen Friedensfahrt 1961 kam er auf den 50. Platz. Mit der Polen-Rundfahrt und der Slowakei-Rundfahrt bestritt er weitere Etappenrennen mit der Nationalmannschaft.